# Atsugi
Atsugi (jap. 厚木市 Atsugi-shi) – miasto w Japonii, w prefekturze Kanagawa, na wyspie Honsiu. Atsugi jest jednym z „miast specjalnych” (jap. 特例市 tokurei-shi).

## Położenie
Miasto leży w centrum prefektury Kanagawa. Graniczy z Hiratsuką, Ebiną, Zamą, Sagamiharą, Samukawą, Iseharą i Hadano.
Główne przemysły to:
- Przemysł samochodowy
- Przemysł elektrotechniczny
- Przemysł gumowniczy

## Historia
- 1 kwietnia 1889 roku – w powiecie Aikō powstało miasteczko Atsugi[1].
- 1 lutego 1955 roku – Atsugi powiększyło się o teren wiosek Mutsuai (jap. 睦合村), Koayu (jap. 小鮎村), Tamagawa (jap. 玉川村), Nanmōri (jap. 南毛利村) zdobywając status miasta[1].
- 8 lipca 1955 roku – teren miasta powiększył się o wioski Aikawa (jap. 相川村) (z powiatu Naka) i Echi (jap. 依知村) (z powiatu Aikō)[1].
- 30 września 1956 roku – teren miasta powiększył się o wieś Ogino (jap. 荻野村) (z powiatu Aikō)[1].

## Populacja
Zmiany w populacji Atsugi w latach 1970–2015:
| Rok  | Populacja |
| ---- | --------- |
| 1970 | 82 894    |
| 1975 | 108 955   |
| 1980 | 145 392   |
| 1985 | 175 600   |
| 1990 | 197 283   |
| 1995 | 208 627   |
| 2000 | 217 369   |
| 2005 | 222 403   |
| 2010 | 224 420   |
| 2015 | 225 714   |

## Miasta partnerskie
- Stany Zjednoczone: New Britain
- Chiny: Yangzhou
- Korea Południowa: Gunpo